# Sonate pour piano no 1 de Bax
Fantaisie symphonique
Pour les articles homonymes, voir Sonate pour piano (homonymie).
La Sonate pour piano no 1 est une sonate pour piano du compositeur britannique Arnold Bax composée en 1910.

## Contexte historique
Arnold Bax compose sa première sonate, dans une tonalité de fa dièse mineur lors de son séjour en Russie en 1910. Il la révise ensuite par deux fois, d'abord en 1917, puis en 1921. D'abord sous-titrée « poème romantique », il la renomme « fantaisie symphonique » après révision. Elle s'inspire notamment de la Sonate pour piano en si mineur de Franz Liszt et comme cette dernière, elle est en un seul mouvement.
La création a été faite par Myra Hess en avril 1911. Après avoir été révisée une première fois et rebaptisée Sonate, elle est jouée par Harriet Cohen lors de l'un de ses premiers récital en juin 1920, puis en 1921 après révision et publication.

## Structure
Bien qu'en un seul mouvement, l'œuvre comporte trois sections et son exécution dure environ vingt minutes.
1. Not too fast and very decisive in rhythm - Allegro passionato
2. Tempo I (Allegro deciso) - Più lento
3. Tempo I Languido et lontano - Allegro moderato - Broad and triumphant

## Analyse
Dans cette sonate « russe », les effets colorés abondent, en particulier dans le bas du clavier. Les images sombres qu'Arnold Bax évoque semblent certainement avoir été écrites avec une autre palette à l'esprit que le noir et blanc du piano. Les caractéristiques de la musique qui frappent immédiatement sont sa passion et sa progression, développant le matériau de manière organique dans une structure à grande échelle. Dans cette œuvre, le compositeur n'offre pas de cartes postales musicales comme il le fait dans la courte May Night in the Ukraine, qu'il a écrite en 1912 et qu'il a dédiée à ses compagnes en Russie, « Olga et Natalie ». La coda « large et triomphante » (« broad and triumphant ») est ponctuée par une vive impression pianistique du tintement sauvage des cloches des cathédrales russes, les cloches qu'Arnold Bax a entendues à son arrivée à Saint-Pétersbourg. Frank Merrick a suggéré que « les cloches de la coda de Bax pourraient bien avoir été inspirées par celles de la cathédrale Saint-Isaac... J'y ai passé quinze jours cette même année... et j'avais à peine atteint ma chambre d'hôtel que ces merveilleuses cloches se sont mises à jouer de façon remarquable, deux fois de suite". Bax n'utilise pas le motif réel par lequel les petites cloches commençaient et finissaient, mais ce qu'il a écrit comporte plusieurs points qui m'amènent à penser que ce sont les cloches de cette même cathédrale qui l'ont aidé à planifier la superbe fin de la sonate » («  the bells in Bax’s coda may well have been inspired by those of the Cathedral of St Isaac... I was there for a fortnight in that very year... and had hardly reached my room in an hotel when those wonderful bells did their remarkable performance, twice in close succession. Bax does not use the actual motif with which the tiny bells began and ended, but what he has written has several points which lead me to think that it was from the bells of this very Cathedral that he was helped to plan his superb ending to the sonata »).

## Discographie
- Piano Works, Vol. 1, Ashley Wass (piano), Naxos, 8.557439, septembre 2004.